# Chiheb Ben Ahmed
Pour les articles homonymes, voir Ben Ahmed (homonymie).
Chiheb Ben Ahmed (arabe : شهاب بن أحمد), né le 18 juillet 1966 à Sfax et mort le 21 juillet 2022, est un ingénieur et homme politique tunisien.

## Biographie

### Études
Ben Ahmed décroche son baccalauréat en 1985 puis, en 1991, son diplôme d'ingénieur principal en génie électrique à l'École nationale d'ingénieurs de Tunis (ENIT) où il obtient, en 1992, un diplôme d'études approfondies en télécommunications. En 1999, il obtient son doctorat en génie électrique, option télécommunications, de l'ENIT et de l'université Monmouth.

### Carrière professionnelle
En 1991, il est ingénieur-chercheur à l'Institut régional des sciences de l'informatique et des télécommunications à Tunis.
En 2011, il devient représentant général de Tunisair en Égypte, avant de devenir l'année suivante directeur général adjoint de Tunisair, directeur général et président du conseil d'administration de Tunisair Handling et directeur général de Aisa-Tunisair. En 2013, il devient également directeur général et président du conseil d'administration de Tunisair Technics.
Après son mandat dans le gouvernement Jomaa, Chiheb Ben Ahmed rejoint le groupe Poulina au sein duquel il devient directeur général de Mont Blanc (filale d'électroménager du groupe).
Le 29 avril 2020, il est nommé en tant que PDG de la Société nationale des chemins de fer tunisiens. Le 27 octobre de la même année, il est nommé PDG du Centre de promotion des exportations.

### Ministre
Du 29 janvier 2014 au 6 février 2015, il assure la fonction de ministre du Transport dans le gouvernement Jomaa.
Le 16 janvier 2021, son nom est cité comme potentiel ministre de l'Environnement et des Affaires locales dans le cadre d'un remaniement ministériel.

### Vie privée
Chiheb Ben Ahmed est marié et père de deux enfants.

### Mort
Chiheb Ben Ahmed meurt le 21 juillet 2022.